# Casa al carrer Marquès de Palmerola, 21 (les Masies de Voltregà)
La Casa al carrer Marquès de Palmerola, 21 és una obra de les Masies de Voltregà (Osona) inclosa a l'Inventari del Patrimoni Arquitectònic de Catalunya.

## Descripció
Edifici entre mitgeres, de planta baixa i un pis. A la planta baixa s'hi obre un portal rectangular, amb brancals de carreus de pedra ben escairats i desiguals i llinda també amb un carreu de pedra. Al primer pis s'obren dues finestres iguals, amb brancals, llinda de pedra i ampit. La façana acaba amb una barbacana sostinguda per mènsules de fusta.

## Història
És una de les cases que es construïren durant el segle xviii, vinculada al Santuari i al camí ral que anava de Barcelona a Puigcerdà, concentrant el nombre més gran de pobladors del nucli de La Gleva.